# Nordisches Dreieck
Das Nordische Dreieck bezeichnet das TEN-Projekt Nummer 12 der EU. Es besteht aus einer Straßen- und einer Schienenachse durch Schweden und Finnland. Im Rahmen des Programms TEN-Nachbarn soll diese Achse auf norwegischem Staatsgebiet verlängert werden.
Die Routen für Straßen- wie Schienenfahrzeuge sind gleich: Das Nordische Dreieck besteht in Schweden aus den drei Strecken Charlottenberg–Lekhyttan–Stockholm, Stockholm–Nyköping–Malmö und Skottan–Trollhättan–Göteborg–Malmö. In Finnland gehört die Strecke Turku/Hanko–Helsinki–Lahti–Kouvola–Kotka/Vainikkala zum Nordischen Dreieck.

## Eisenbahn

### Schweden

#### Citytunnel
Der Citytunnel in Malmö soll den Bahnverkehr von Schweden in Richtung Dänemark und Deutschland beschleunigen und wurde im Januar 2007 begonnen und im Dezember 2010 eröffnet. Die Baukosten beliefen sich auf 542 Mio. Euro. Im Zusammenhang mit diesem Teilprojekt wird der Malmöer Hauptbahnhof zu einem Durchgangsbahnhof umgestaltet. Die Umgestaltung kostet 46,35 Millionen Euro und soll im Dezember 2011 abgeschlossen sein.

#### Jarna–Norrköping und Norrköping–Linköping
Es ist der Ausbau der 150 km langen Strecke auf zwei Gleise sowie die Fertigstellung von fünf Bahnhöfen geplant.

### Finnland

#### Helsinki
Im Rahmen des Projektes Nordisches Dreieck wurde der Bahnhof Ilmala in Helsinki renoviert und ausgebaut. Der Umbau wurde im Dezember 2010 mit Kosten von 39 Mio. Euro abgeschlossen. Als weiteres Teilprojekt des Nordischen Dreiecks wird der Flughafen Helsinkis an die Innenstadt Helsinkis angebunden. Hierzu werden vier Bahnhöfe entlang der 17,5 km langen doppelspurigen Personenverkehrsstrecke gebaut und 7,5 km Tunnel errichtet. Der Bau soll im Dezember 2013 abgeschlossen sein und wird möglicherweise vier zusätzliche Haltestellen enthalten. Mittlerweile wurde die Inbetriebnahme der neuen Strecke auf Sommer 2015 verschoben.

#### Lahti–Vainikkala
Dieser Abschnitt wurde im Januar 2007 begonnen und soll im Dezember 2013 fertiggestellt sein. Durch die Renovierung von Bahnhöfen und Brücken und der Erneuerung von Gleisen soll eine Erhöhung der Höchstgeschwindigkeit auf 200 km/h und eine Erhöhung der Achslast erreicht werden. Die Kosten werden auf 244 Mio. Euro veranschlagt.

#### Kouvola–Kotka/Hamina
Der 60 km lange Abschnitt von Kouvola zu den Häfen in Kotka und Hamina wurde im Januar 2008 begonnen und soll im Dezember 2013 abgeschlossen sein. Die Kosten werden auf 66 Mio. Euro veranschlagt.

## Straße

### Norrtull–Värtan
Es werden eine Abfahrt in Värtan und neun Tunnel an der Europastraße 20 gebaut. Die Kosten werden auf 986 Mio. Euro geschätzt. Baubeginn war im Juni 2007, das geplante Bauende ist der Dezember 2013.